# Zoo de Guadeloupe
Le zoo de Guadeloupe, aussi connu localement sous le nom de parc des Mamelles, est un parc zoologique français situé sur l'île de Basse-Terre en Guadeloupe, dans la commune de Bouillante. Il occupe un site de 4 hectares, sur lesquels il présente environ 450 animaux de 85 espèces. Il se situe sur la route de la Traversée, près des Mamelles, deux montagnes du parc national de la Guadeloupe, dont il tire son nom.

## Historique
Le parc zoologique est créé par Philippe Chaulet, député-maire de Bouillante, issu d'une famille productrice de café. Il est acheté par son neveu Franck Chaulet et sa femme Angélique Chaulet, née Brizard, en 1998, alors que la structure est en liquidation judiciaire.
Ceux-ci créent alors le Tropical Forest Park Group pour gérer la structure, qui sera rejointe par le Zoo de Guyane et le Jardin de Balata (Martinique) en 2008, puis par le Zoo de Martinique en 2014, tous acquis progressivement par le couple. En 2018, la banque publique d'investissement et le fonds d'investissement Trocadero Capital Partners entrent au capital du groupe, aux côtés des fondateurs et de cadres du groupe.

## Un site au coeur du Parc National de Guadeloupe
Le parc tire son nom des Mamelles, deux montagnes emblématiques de Guadeloupe, situées dans une forêt classée Réserve de biosphère par l’UNESCO. Son parcours aménagé en ponts suspendus et sentiers ombragés permet une immersion totale dans l’écosystème luxuriant de la forêt tropicale guadeloupéenne.

### Installations et faune présentée
La faune du parc est majoritairement sud-américaine avec environ 64 espèces représentées. Celles-ci regroupent un ensemble d'environ 280 reptiles, oiseaux et mammifères, auxquels s'ajoutent des poissons, des amphibiens et de nombreux invertébrés (crustacés, insectes, arachnides). Ces derniers sont présentés dans un insectarium. Plusieurs félins américains sont notamment présentés au public : jaguar, puma et ocelot[réf. souhaitée].
Le Zoo participe à sept programmes d'élevage conservatoire (EEP et ESB) de l'Association européenne des zoos et aquariums, dont ceux de l'iguane des petites Antilles, du panda roux et de l'atèle à face rouge.[réf. souhaitée]
Le parc comprend de plus un centre de soins à la faune sauvage, géré par l'association SOS faune sauvage et les salariés du parc.

### Conservation et de sensibilisation
Engagé dans la protection de la biodiversité, le Zoo de Guadeloupe participe activement à plusieurs programmes de conservation en collaboration avec les plus grandes Fédérations et associations internationales de zoos et aquariums. Parmi les espèces protégées figurent : 
- L’iguane des Petites Antilles, espèce endémique menacée
- Le panda roux, symbole de la lutte contre la déforestation
- L’atèle à face rouge, un primate en danger d’extinction

Le Parc des Mamelles soutient, porte logistiquement et financièrement l’association SOS Faune Sauvage Antilles - Guyane depuis 2001. Cette association loi 1901 reconnue d’intérêt général a pour mission la sauvegarde et la protection de la faune sauvage. 
En tant que centre de soins, SOS Faune Sauvage Antilles - Guyane recueille, soigne et réhabilite les animaux blessés, malades ou en détresse avant de les réintroduire dans leur habitat naturel. 

## Économie
Le parc accueille environ 110 000 visiteurs par an dans les années 2010, dont 35 % de Guadeloupéens. C'est l’un des sites touristiques les plus visités de l’archipel[réf. nécessaire].